# Pirin Goce Dełczew
PFK Pirin (bułg. Професионален футболен клуб Пирин) – bułgarski klub piłkarski z siedzibą w Goce Dełczew.

## Historia
Chronologia nazw:
- 1925—19??: Junak Newrokop (bułg. "Юнак" Неврокоп)
- 19??—1949: Pirin Newrokop (bułg. "Пирин" Неврокоп)
- 1957—1985: DFS Pirin Goce Dełczew (bułg. ДФС "Пирин" Гоце Делчев)
- 1985—...: PFK Pirin Goce Dełczew (bułg. ПФК "Пирин" Гоце Делчев)

Klub został założony w 1925 roku w Newrokopie (tak do 1950 nazywał się Goce Dełczew) jako sekcja piłkarska Towarzystwa Gimnastycznego Junak. Wkrótce sekcja oddzieliła się od Towarzystwa i pod nazwą Pirin istniała aż do drugiej połowy lat 40. Pirin Newrokop to pierwszy klub w południowo-zachodniej Bułgarii, który nosił nazwę Pirin. Następnie w 1944 rozpoczęła się seria reform ruchu sportowego w kraju. Pod koniec 1949 w mieście istniały różne dobrowolne organizacje sportowe - Stroitel, Czerwone Zname, Dinamo, Spartak i inne, które podporządkowane były odpowiednim związkom branżowym. W roku 1957 stowarzyszenia sportowe z miasta (z wyjątkiem "Spartaka") połączono w Towarzystwo Sportowe Pirin.
W sezonie 1981/1982 klub awansował po raz pierwszy do Grupy "B" Mistrzostw Bułgarii. Po trzech sezonach w drugiej lidze, w 1985 r. spadł do III ligi. Również w 1985 roku klub zmienił nazwę na PFK Pirin i zaczął rozwijać się niezależnie.
Po 8 latach gry w niższych ligach bułgarskiej piłki nożnej, w 1993 powrócił do Grupy "B". W swoim pierwszym sezonie po powrocie Pirin zajął ośme miejsce w lidze. Ale następny sezon 1994/1995 zakończył na drugim miejscu od końca i spadł z powrotem do III ligi.
W sezonie 2005/06 zespół po raz trzeci powrócił do Grupy "B". W sezonie 2006/07 zajął trzecie miejsce w Zachodniej Dywizji Grupy B. Po zakończeniu sezonu 2011/2012 klub zdobył mistrzostwo zachodniej dywizji Grupy "B" oraz historyczny awans do I ligi bułgarskiej.

## Sukcesy

### Trofea międzynarodowe
Nie uczestniczył w rozgrywkach europejskich (stan na 31-05-2012).

### Trofea krajowe
| \| \| Zdobyte trofea w rozgrywkach Bułgarii (stan na: 31-05-2012) \| |                                                             |      |               |
| Rozgrywki                                                            | Osiągnięcie                                                 | Razy | Sezon(y)      |
| · Mistrzostwo                                                        | I miejsce                                                   | 0    |               |
| · Mistrzostwo                                                        | II miejsce                                                  | 0    |               |
| · Mistrzostwo                                                        | III miejsce                                                 | 0    |               |
| Puchar                                                               | zdobywca                                                    | 0    |               |
| Puchar                                                               | finalista                                                   | 0    |               |
| Puchar                                                               | 1/8 finału                                                  | 1    | 2009          |
| II liga                                                              | I miejsce                                                   | 1    | 2012 (zachód) |
| II liga                                                              | II miejsce                                                  | 0    |               |
| II liga                                                              | III miejsce                                                 | 1    | 2007 (zachód) |
| Bułgaria                                                             | Zdobyte trofea w rozgrywkach Bułgarii (stan na: 31-05-2012) |      |               |

## Stadion
Klub rozgrywa swoje mecze domowe na stadionie Miejskim w Goce Dełczew, który może pomieścić 5,000 widzów.